# 小野祐夢
小野 祐夢（おの ひろむ、1997年7月13日 - ）は、岐阜県出身の日本の女子プロゴルファー。
身長162cm、岐阜県土岐市生まれ、帝京大学可児高等学校卒業、早稲田大学 人間科学部健康福祉科 eスクール卒業、ニチコン所属。

## 経歴
9歳から本格的にゴルフをはじめ、トッププロを育てる名門の坂田塾に通いプロを目指す。
アマチュア時代の成績は華々しく、2012年「全国中学校ゴルフ選手権」優勝。2014年「中部女子アマチュアゴルフ選手権」優勝。2015年 ナショナルチームに選出。2015年「ネイバーズトロフィーチーム選手権」団体優勝。
2016年にプロに転向。新人戦でる「LPGA新人戦 加賀電子カップ」では2位。
2017年はステップアップツアーに参戦。レギュラーツアーでは「リゾートトラストレディス」の40位タイが最高位。賞金ランク154位。
2018年、「ゴルフ5レディスプロゴルフトーナメント」の13位タイが最高位。賞金ランク84位。
2019年、「大東建託・いい部屋ネットレディス」の7位が最高位。賞金ランク69位。
2020年11月、ステップアップツアーで初優勝。同年と同一シーズンとなった2021年4月、ステップアップツアー2回目の優勝。

## 成績

### 優勝

#### ステップアップツアー
- カストロールレディース (2020年11月)
- フンドーキンレディース (2021年4月)

## テレビ出演
- ゴルフサバイバル - 2017年7月 (BS日テレ)
- 女子ゴルフペアマッチ選手権 - 但馬友とのペアでシーズン3出場 (BS朝日)